# Ga Dasan (Namyangju)
Ga Dasan (Tiếng Hàn: 다산역, Hanja: 茶山驛) là ga tàu điện ngầm trên Tuyến Byeollae thuộc Tàu điện ngầm Seoul tuyến 8 ở Dasan-dong, Namyangju-si, Gyeonggi-do.

## Lịch sử
- 6 tháng 10 năm 2015: Khởi công xây dựng
- 10 tháng 8 năm 2024: Khai trương[1]

## Bố trí ga
| Byeollae ↑    |
| \| N/B        |
| ↓ Donggureung |

| Hướng Bắc | ● Tuyến 8 | ← Hướng đi Byeollae                              |
| Hướng Nam | ● Tuyến 8 | → Hướng đi Cheonho · Jamsil · Bokjeong · Moran → |

## Xung quanh nhà ga
- Dasan Station nature & PRUGIO APT
- Dasan Metro APT
- Nhà máy Binggrae tại Donong